# Коннемара

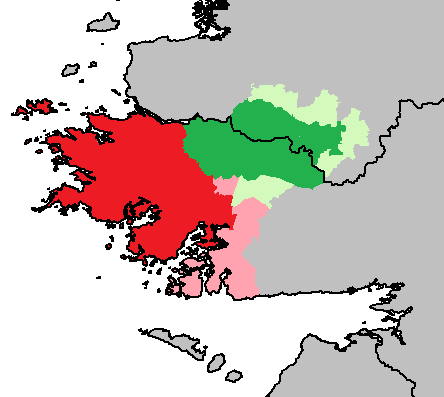
Регіон Коннемара показаний червоним, і рожевим, що вказує на його розширення. Зелена частина відповідає Joyce Country.

Коннемара (англ. Connemara, ірл. Conamara) — регіон, розташований у західній Ірландії в Графстві Голвей, на заході провінції Коннахт. «Столицею» Коннемари є селище Кліфден, у якому проживає 3000 жителів (2002 р.). 
Назва Connemara походить від ірландського Conmaicne Mara. Conmhaícne Mara — кельтське плем'я, що жило тут в середньовіччі.  До XIII століття Конемарою керував клан Кілі(Ó Cadhla), потім його змінив клан О'Флерті(Ó Flaithbertaigh).

## Географія

### Розташування
Регіон розташований на західному узбережжі острова Ірландія, що є краєм Європи. Ця область простягається від фіорду Кілларі, на північ, до затоки Кілкіран, що знаходиться на південному-заході графства Голвей, провінції Коннахт.

### Топографія і гідрографія

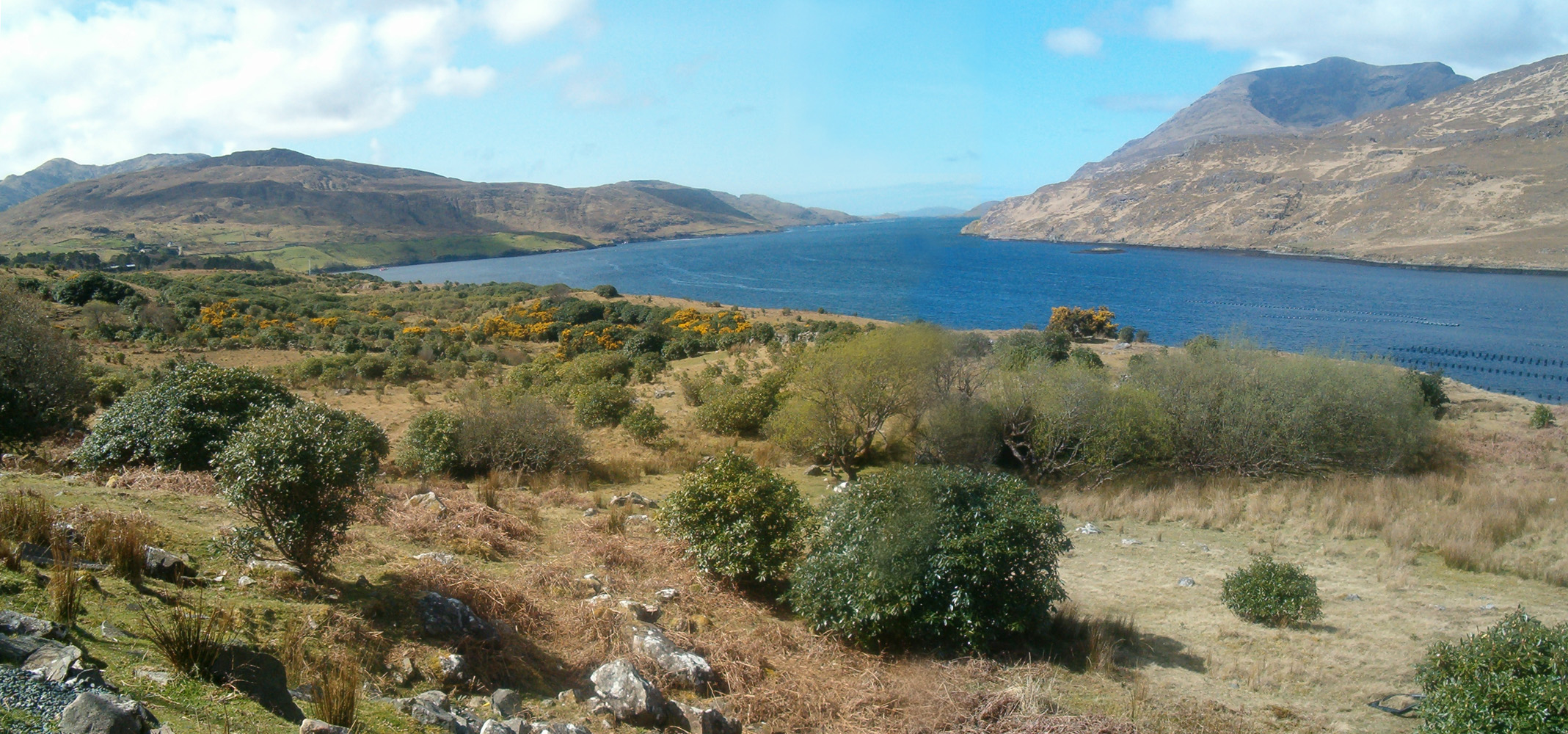
Гавань Кілларі

Коннемара — це набір з декількох півостровів. Півострів Іорас Айнбхтехах на півдні є найбільшим. На ньому знаходяться села Карна і Кілкіеран. Півострів Ерісмор знаходиться на захід від села Балліконелі. Півострови, Аугріс, Клегган і Ренвіл знаходяться на північно-заході регіону.
У регіоні знаходиться дуже велика кількість островів. Найбільшим з них є Інішбофін.
Коннемара лежить в західній частині провінції Коннахт, яка є частиною графства Голвей на захід від озера Лох-Корріб. Коннемару традиційно поділили на Північну Коннемару і Південну Коннемару. Гори Туелв Бенс і річка Оуенглін, позначила кордон між двома частинами. Коннемара обмежується на заході, півдні і півночі Атлантичним океаном.

### Фауна і флора

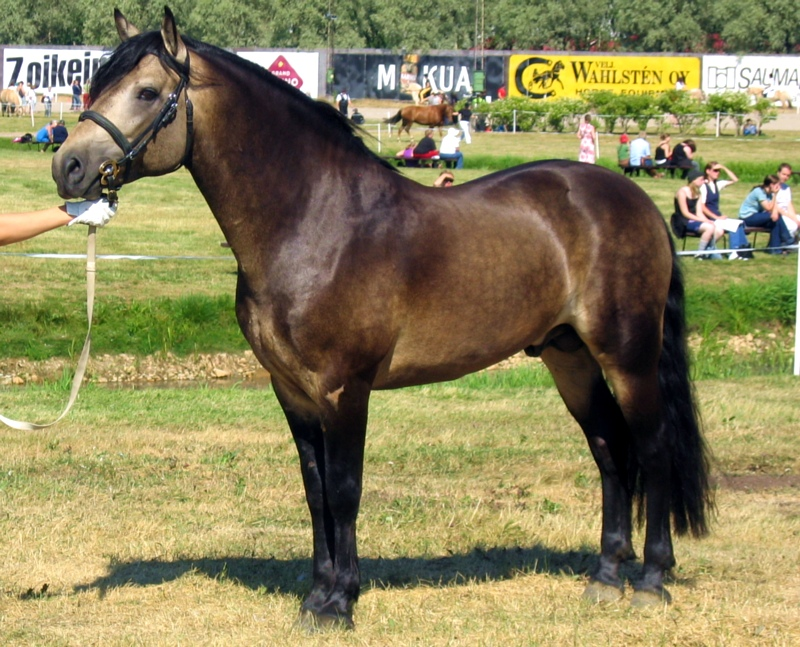
Поні породи Коннемара, що проживають в цьому регіоні Ірландії.

У регіоні Коннемара проживає поні породи, Коннемара, яких можна побачити на волі в Національному парку Коннемара. За легендою, порода утворилася після змішування коней, що перевозилися на кораблях Іспанської Армади які зазнали катастрофи поблизу Коннемари в 1588 році, і місцевої породи диких поні, що жили в горах. Високо в горах зустрічаються холодостійких види рослин, такі як Родіола рожева, Ломикамінь, Зозулині сльози серцелисті.

## Культура

### Мова
На території Коннемари проживає 32 000 жителів, з яких від 20 000 до 24 000 жителів володіють Ірландською мовою, що робить його найбільшим Ірландським Гелтахтом.
Найбільший відсоток жителів що володіють Ірландською мовою знаходиться в районі Південної Коннемари.
Більшість ірландських ораторів в шкільному віці (5-19 років).

### Особистості, пов'язані з регіоном
- Джон Форд американський кінорежисер, а також володар 4 премій Оскар за найкращу режисерську роботу, чиє справжнє ім'я було Шон О'Феней, був сином Джона Августина Феней зі Спідала.
- Пітер О'Тул, актор.
- Маїре Геоґкехан, ірландський політик, і колишній європейський комісар з досліджень, інновацій та науки. Народилася в Карні.
- Мартін ОʼКайн, ірландський письменник і літературний критик.

## У літературі, музиці і кіно

### Кіно
- 1952: Тиха людина, Джон Форд, Джон Вейн.
- 1990: Коннемара, Луї Гроспір
- 2007: Два дні для вбивства, Жан Беккер, Альбер Дюпонтель.
- 2011: Ірландець, Джон Майкл Макдонах, Брендан Глісон.

### Музика
- Les Lacs du Connemara, Мішель Сарду.
- Hills Of Connemara, The Popes.